# La tabernera del puerto
La tabernera del puerto es una zarzuela en 3 actos con música de Pablo Sorozábal y libreto de Federico Romero Sarachaga y Guillermo Fernández-Shaw Iturralde. Fue estrenada el 6 de mayo de 1936 en el Teatro Tívoli de Barcelona.

## Creación
La idea original del libreto, según los libretistas, vino de un poema publicado el 3 de febrero de 1935 en el ABC por el propio Federico Romero y que decía así:
Romancillo marinero

 «En la taberna del puerto 
—¡qué joven la tabernera!—, 
se bebe el mejor vinillo 
que viene de extrañas tierras. 
En la taberna del puerto 
—¡qué amable la tabernera!—, 
se viven alegres horas 
bebiendo las horas muertas. 
En la taberna del puerto 
—¡qué hermosa la tabernera!—, 
los hombres parecen tigres 
que huelen sabrosa presa.
En la taberna del puerto 
—¿dónde fue la tabernera?—, 
faltó un cliente la noche 
de un sábado de galerna. 
En la taberna del puerto, 
desde que no hay tabernera, 
los marineros asoman 
y no hay cuidado que beban. 
En la taberna del puerto, 
los vinos saben a ausencia, 
las horas huelen a envidia, 
los hombres…, si los hubiera, 
maldecirían la noche 
de un sábado de galerna
   que un marinero corsario 

se llevó a la tabernera.»
El libreto se escribió en romance que sumado al ambiente de ensoñación de la obra creaba una atmósfera de fábula. Al finalizarlo, tanto Fernández-Shaw como Federico Romero le propusieron el libreto a Ourdid el cual lo rechazo por lo que se lo ofrecieron a Sorozabal. Este se encontraba en la cima de su carrera habiendo sido nombrado director de la Banda Municipal de Madrid y la Orquesta Sinfónica de Madrid El autor donostiarra tenía una trayectoria escénica muy variada con obras vanguardistas influidas por la opereta contemporánea como Katiuska, la mujer rusa (1931) o sainetes madrileños como La del manojo de rosas.

## Argumento
La acción se desarrolla en el puerto de la ciudad imaginaria de Cantabreda, en el norte de España, en fecha contemporánea al estreno (1936).
En el puerto se encuentra la taberna de Marola. Nadie sabe el origen de Marola, solamente se conoce que la taberna fue costeada por el bandido Juan de Eguía, al que todos creen su marido.
El marinero Simpson habla de Leandro (un pescador enamorado de Marola). 
Marola y Leandro se enamoran. Abel, un adolescente intérprete del acordeón, también se enamora de Marola pero no es correspondido.
Un grupo de mujeres del pueblo reprochan a Marola que vuelve locos a todos los hombres, pero ella se defiende recriminándoles 
que no prestan atención a sus esposos. Juan de Eguía golpea a Marola ante la impotencia de Abel.
Al día siguiente Abel cuenta lo sucedido, lo que hace que todos los presentes busquen a Juan para pedirle explicaciones.
Leandro conversa con Marola, quien confiesa que Juan de Eguía es su padre, ante lo cual Leandro convence a su amada para que huya con él.
Juan de Eguía aparece de nuevo y le promete a Leandro la mano de Marola a cambio de que introduzca un fardo de cocaína en la ciudad. Leandro acepta y acompañado de su amada se dirigen en una pequeña embarcación hacia una cueva que solo tiene acceso por mar, para cargar el fardo de cocaína, pero son sorprendidos por una tormenta y desaparecen.
Abel canta a la desaparecida Marola, mientras Juan entristecido les cuenta a todos los presentes que ella es en realidad su hija. Poco después el marinero Simpson trae la buena noticia de que Leandro y Marola están vivos y se dirigen al puerto detenidos por los carabineros. Juan confiesa ser el verdadero culpable de todo lo sucedido y es detenido, mientras que Leandro y Marola quedan en libertad.

## Números musicales

### Acto I
- Introducción y coro: "Eres blanca y hermosa como tu madre"
- Terceto Habanera: "Qué días aquellos de la juventud"
- Dúo Cómico de Chinchorro y Antigua: "Ven aquí camastrón"
- Dúo de Leandro y Marola: "Marinero vete a la mar"
- Escena y Fin del Acto primero: "Aquí está la culpable"

### Acto II
- Introducción y romanza de Marola: "En un país de fábula"
- Romanza de Juan de Eguía: "Chibiri, chibiri"
- Romanza de Simpson: "Despierta negro"
- Romanza de Leandro: "No puede ser"
- Racconto de Marola: "Yo soy de un puerto lejano"
- Terceto cómico entre Marola, Abel y Ripalda: "Marola resuena en el oído"
- Escena y fin del acto segundo: "Padre, yo no te comprendo que es lo que pretendes"

### Acto III
- Cuadro Primero
  - Dúo de la Barca: "Por el ancho mar en la noche"
  - Intermedio
- Cuadro segundo
  - Introducción y canción de Abel: "Ay que me muero por unos ojos"
  - Romanza de Juan de Eguía:"No te acerques, no me persigas"
  - Escena y Fin de la obra

## Estrenos en Barcelona y Madrid[3]
La obra se estrenó el 6 de mayo de 1936 a las 22:00 en el Teatro Tívoli de Barcelona con una gran acogida tanto de crítica como de público pese a la cantidad de oferta cultural existente en la ciudad condal ese mismo día incluyendo una escenificación de La del manojo de rosas por otra compañía en ese mismo teatro a las 16:00 de la tarde, una representación del Gran Ballet Ruso de Montecarlo en el Gran Teatro del Liceo además de gran diversidad de espectáculos escénicos y 14 proyecciones cinematográficas. Por lo que su éxito toma mayor relevancia.
| Actriz/ Actor    | Personaje     | Tipología                  |
| ---------------- | ------------- | -------------------------- |
| Conchita Panadés | Marola        | soprano                    |
| Estrella Ribera  | Abel          | tiple cómica               |
| María Zaldibar   | Antigua       | característica             |
| Marcos Redondo   | Juan de Eguía | barítono                   |
| Faustino Arregui | Leandro       | tenor                      |
| Joaquín Valle    | Chinchorro    | tenor cómico               |
| Aníbal Vela      | Simpson       | bajo                       |
| Antonio Ripoll   | Verdier       | actor con parte de cantado |

El estreno en Madrid fue muy diferente. La Guerra civil española  estalló apenas tres meses después del estreno de la obra en Barcelona. Por ello el estreno en Madrid de esta obra no se dio hasta 1940 en el Teatro de la Zarzuela. Sorozabal se quedó en España tras la guerra por lo que fue sometido a un proceso de "depuración" que le supuso una inhabilitación para ejercer cualquier cargo. Por ello, pese a que inicialmente iba a dirigir la representación una misiva de Falange indicó que el maestro no podría dirigir la obra. Pese a ello asistió al estreno en el cual un comité de Falange, apoyado por el compositor Federico Moreno Torroba y el crítico Víctor Ruiz Albéniz realizó un boicot a la representación. Bajo el pseudónimo Acorde Ruiz Albéniz dedicó una crítica destructiva en la que atacaba a los libretistas y al compositor. Pese a ello la obra fue muy bien acogida y un éxito total. 
| Primera compañía     | Segunda compañía     | Personajes    | Tipología vocal |
| -------------------- | -------------------- | ------------- | --------------- |
| Conchita Palacios    | Trini Eguiluz        | Marola        | soprano         |
| Marcos Redondo       | José María Aguilar   | Juan de Eguía | barítono        |
| Esteban Guijarro     | José María Lujambio  | Leandro       | tenor           |
| Manuel Gas           | Manuel Gas           | Simpson       | bajo            |
| Natividad Piñero     | Natividad Piñero     | Abel          | soprano         |
| Valeriano Ruiz París | Valeriano Ruiz París | Chinchorro    | actor-cantante  |
| María Zaldívar       | María Zaldívar       | Antigua       | soprano         |
| Antonio Martelo      | Antonio Martelo      | Ripalda       | tenor           |
| Alejandro Bravo      | Alejandro Bravo      | Verdier       | bajo            |
| Rafael Agudo         | Rafael Agudo         | Fulgen        | actor           |
| Jaime Carcano        | Jaime Carcano        | Senén         | actor           |
| Alfonso Bravo        | Alfonso Bravo        | Valeriano     | actor           |
| Teresa Mas           | Teresa Mas           | Menga         | actriz          |
| Pepita Moncayo       | Pepita Moncayo       | Tina          | actriz          |